# Белл, Альфонсо
Альфонсо Эдвард Белл (англ. Alphonzo Edward Bell; 29 сентября 1875, Лос-Анджелес, Калифорния — 27 декабря 1947, Лос-Анджелес, Калифорния) — американский бизнесмен и теннисист, серебряный и бронзовый призёр летних Олимпийских игр 1904 года.

## Теннисная карьера
На Играх 1904 года в Сент-Луисе Белл участвовал в обоих турнирах. В индивидуальном разряде он занял третье место и получил бронзовую медаль, а в командном, играя вместе с Робертом Лероем, дошёл до финала и получил серебряную награду.